# Суфјан Стивенс
Суфјан Стивенс (енгл. Sufjan Stevens; Детроит, 1. јул 1975) је амерички музичар. Његова музика је препознатљива по инструментално богатим песмама са стиховима који се тичу вере, љубави, породице и разних географских локација.

## Биографија
Необично име Суфјан је арапско-персијског порекла. Абу Суфјан је личност из ране исламске историје. Неки сматрају да му је име дао вођа секте Субуд, којој су припадали Суфјанови родитељи у време његовог рођења. Међутим, Суфјан тврди да му је име јерменског порекла и да значи „онај који долази с мачем“, те да је хришћанин.
Суфјан Стивенс је мулти-инструменталиста који свира бенџо, гитару, бубњеве, обоу, енглески рог и друге инструменте. Један је од ретких данашњих поп музичара који користе последње поменуте инструменте.
Суфјан Стивенс наговештава да планира да сними по један албум о свакој држави САД. Да ли ће то учинити остаје да се види. До сада је објавио албуме о Мичигену и Илиноису, који су пуни хришћанских и библијских асоцијација и метафора. Ипак, Стивенс тврди да му није циљ да компонује музику која има неку посебну поруку нити да проповеда.

## Дискографија
Суфјан Стивенс је до сада издао шест студијских албума:
- (2000)
- (2001)
- (2003)
- (2004)
- (2005)
- (2006)
- (2006)